# Grimes, Iowa
Grimes är en stad (city) i Dallas County, och  Polk County, i delstaten Iowa, USA. Enligt United States Census Bureau har staden en folkmängd på 8 378 invånare (2011) och en landarea på 30,7 km².